# Кано, Коки
Коки Кано (яп.  加納虹輝; род. 19 декабря 1997, Айти) — японский фехтовальщик на шпагах, двукратный олимпийский чемпион, двукратный чемпион мира, многократный победитель Азиатских игр.

## Биография и спортивная карьера
Родился 19 декабря 1997 года в городе Ама , Япония.
В течение восьми лет он занимался спортивной гимнастикой. Коки Кано начал заниматься фехтованием в 2008 году, вдохновленный тем, как японский фехтовальщик Юки Ота выиграл серебряную медаль в личном зачете на рапирах на Олимпийских играх 2008 года в Пекине. Он перешел с рапиры на шпагу, когда учился в старшей школе после победы в турнире по шпаге.
Его тренеры — Юсуке Аоки и Александр Горбачук.
В 2018 году на Азиатских играх в Джакарте Коки Кано стал чемпионом в командной шпаге и бронзовым призёром в личном первенстве.
На Чемпионате Азии в 2018 году в Бангкоке он выиграл бронзу в индивидуальном зачёте. А в 2019 году на Чемпионате Азии у себя на родине также стал бронзовым призером в командной шпаге.
Окончил спортивный факультет Университета Васэда.

## Олимпиада 2020 в Токио
Коки Кано выиграл золотую медаль в мужской команде в 2021 году на Олимпийских играх в Токио. Его партнерами по команде были Сатору Уяма, Кадзуясу Минобе и Масару Ямада. В финале командной шпаги они победили сборную России в составе которой были Сергей Бида, Николай Глазков, Павел Сухов и Сергей Ходос..